# ألفرد روشر
ألفرد روشر (بالألمانية: Alfred Roscher)‏ هو لاعب كرة قدم نمساوي في مركز الهجوم، ولد في 11 نوفمبر 1959 في فيينا في النمسا. شارك مع منتخب النمسا لكرة القدم. أما مع النوادي، فقد لعب مع أدميرا فاكر مودلينغ وأوستريا فيينا وسواروفسكي تيرول وفالدهوف مانهايم وفيرست فيينا ونادي فينر ونادي كارنتين ونادي واكر إنسبروك.